# 梅舍林
梅舍林（德語：Mescherin）是德国勃兰登堡州的一个市镇，隶属于乌克马克县。总面积为31.03平方千米，截至2020年总人口为822人。